# Cimetière ancien de Chelles
Le cimetière ancien de Chelles est un lieu d'inhumation à Chelles, dans le département de Seine-et-Marne, en France.

## Situation et accès

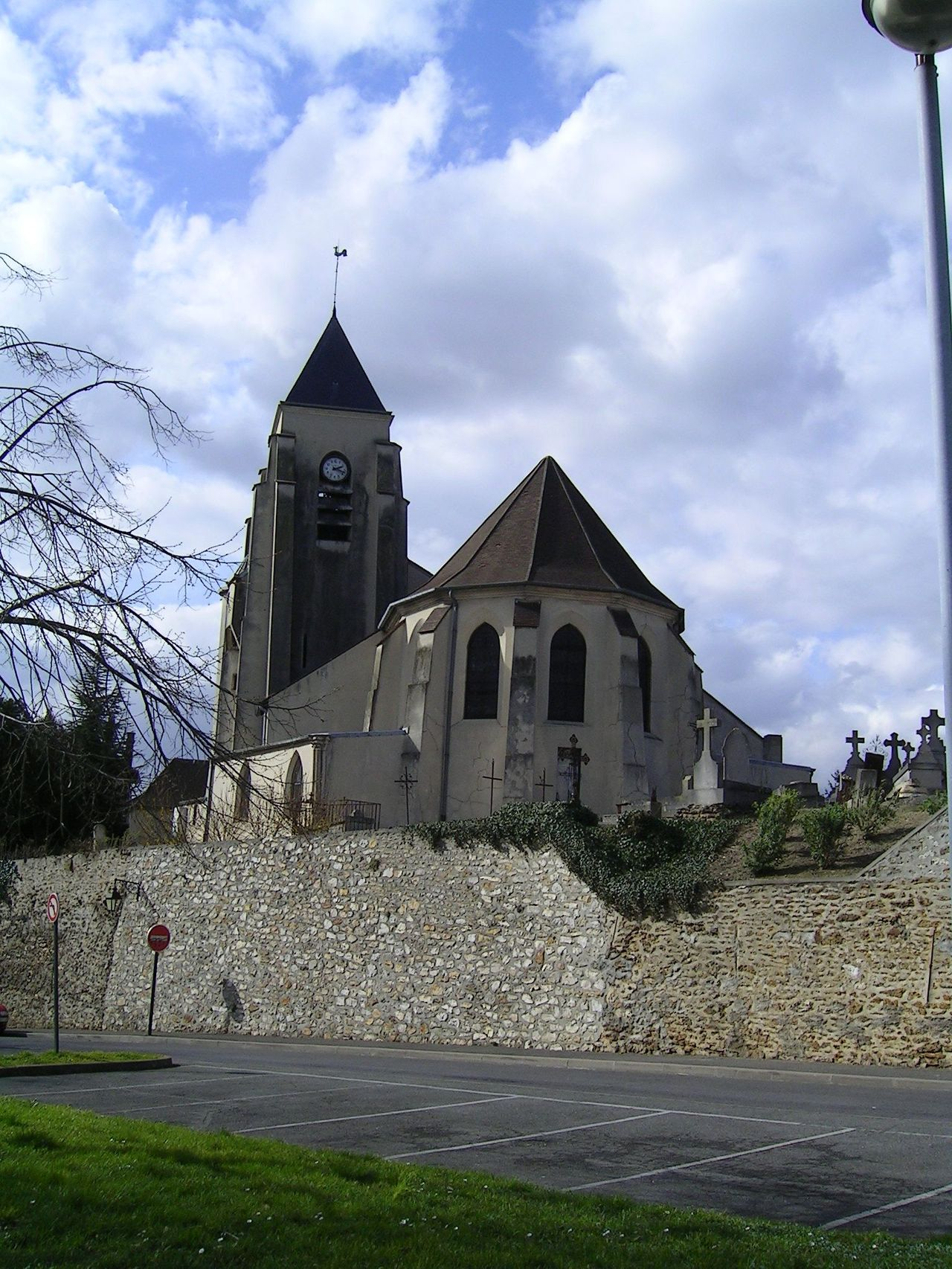
Vue du cimetière et de l'abside de l'église Saint-André, en mars 2007.

Situé avenue de Claye, il entoure l'église Saint-André.
S'étendant sur les pentes du mont Châlats où s'élève l'église, son terrain très meuble est fait d'une terre végétale autrefois fréquemment retournée. Il y fissure les tombes les plus anciennes, qui s'ouvrent au regard des passants.

## Historique
Des inhumations remontant au haut Moyen Âge sont attestées â cet endroit depuis le XVIIIe siècle. Par la suite, le cimetière paroissial s’étendit autour de l’église jusqu’en 1821.
Plus bas sur la pente, se trouvait un cimetière mérovingien, qui disparut dans un projet immobilier dans les années 1970,.
Le cimetière devient propriété communale à la Révolution française, et son dernier agrandissement date de 1860.
Comme le cimetière nouveau, lors de la pandémie de Covid-19, il a été rouvert en avril 2020 malgré les mesures prefectorales d'interdiction d'accès aux lieux de sépulture,. Le maire Brice Rabaste a justifié sa décision en présentant les situations insoutenables dont souffraient ses administrés.

## Personnalités inhumées

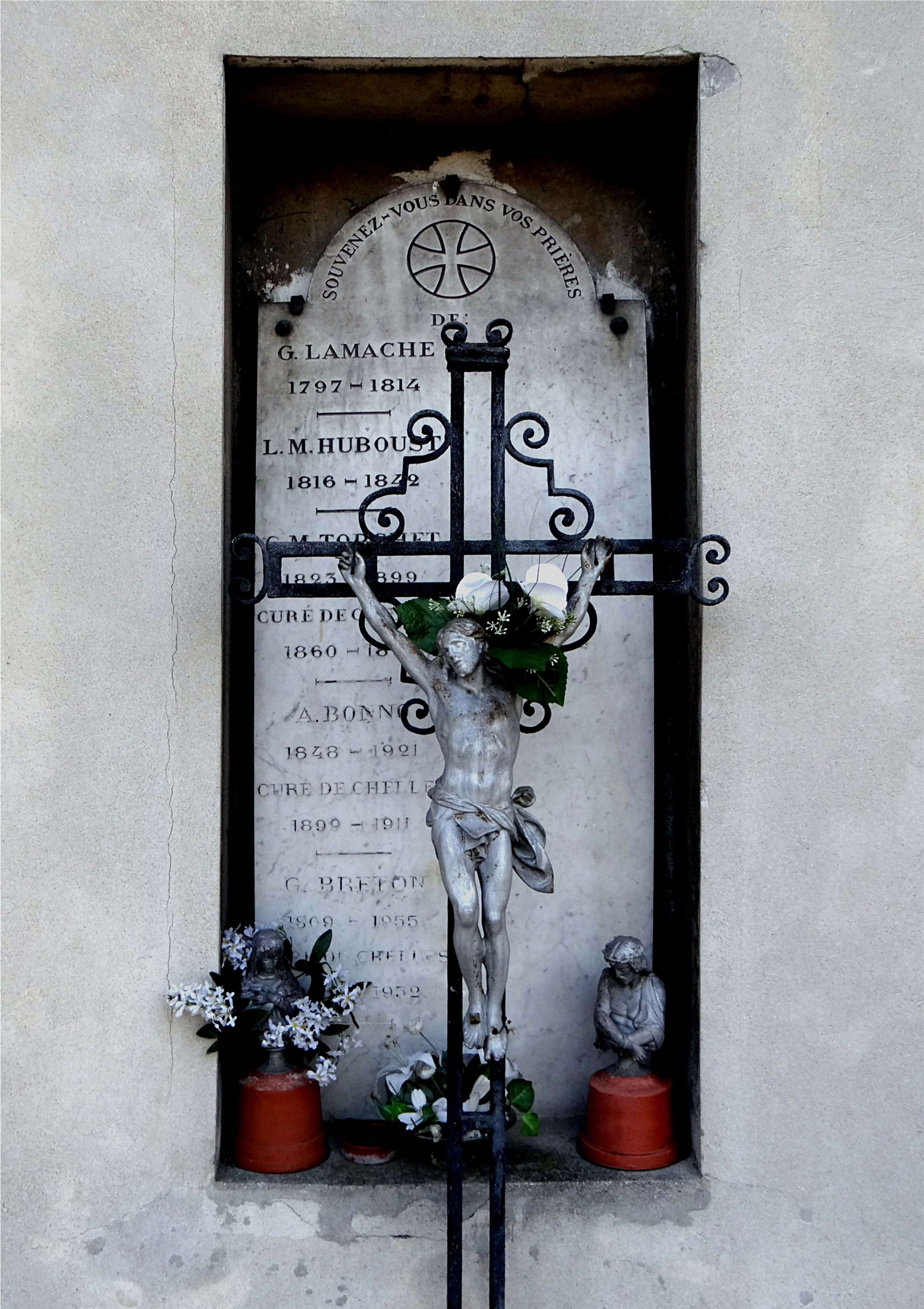
Sépulture de l'abbé Alfred Bonno, curé de Chelles de 1899 à 1911.

- Anne de Clermont-Gessan de Chaste, avant-dernière abbesse qui dirigea l'abbaye de Chelles de 1734 à 1789[9].
- Adossé à l'église, le caveau des curés de Chelles :
  - Alfred Michel Bonno, curé de la paroisse, passionné d'histoire et d'archéologie, il fonde la Société Archéologique et Historique de Chelles. Un musée communal porte son nom.
  - Le chanoine Charles Torchet, écrivain et historien.
- Le sous-lieutenant de gendarmerie Charles Castermant (1914-1944) y fut brièvement inhumé[10]. Il a laissé son nom à une avenue de la commune